# Micropogonias
Micropogonias és un gènere de peixos de la família dels esciènids i de l'ordre dels perciformes.

## Morfologia
- Cos allargat i moderadament comprimit.
- Musell prominent
- Tenen diversos parells de barbons al llarg dels costats interns de les mandíbules inferiors.
- Ulls moderadament grossos.
- Aleta caudal amb punta angular.[2]

## Distribució geogràfica
Es troba a les aigües tropicals i temperades del Nou Món.

## Taxonomia
- Micropogonias altipinnis (Günther, 1864)
- Micropogonias ectenes (Jordan & Gilbert, 1882)
- Micropogonias fasciatus (de Buen, 1961)
- Micropogonias furnieri (Desmarest, 1823)[3][4]
- Micropogonias manni (Moreno, 1970)
- Micropogonias megalops (Gilbert, 1890)
- Micropogonias undulatus (Linnaeus, 1766)[5][6][7][8][9][10]